# Evolvulus convolvuloides
Evolvulus convolvuloides là một loài thực vật có hoa trong họ Bìm bìm. Loài này được (Willd. ex Schult.) Stearn mô tả khoa học đầu tiên năm 1972.